# Metteniusaceae
Metteniusaceae là họ thực vật có hoa duy nhất của bộ Metteniusales. Họ này bao gồm khoảng 10 chi và 50 loài, trong đó thực vật nhiệt đới là chủ yếu. Họ này ban đầu chỉ có duy nhất chi Metteniusa, nhưng phân loại hiện tại đã bao gồm nhiều loài trước đây được đặt vào họ Thụ đào (Icacinaceae).

## Các chi
Đến tháng 6 năm 2016, Angiosperm Phylogeny Website chấp nhận 10 chi sau:
- Apodytes - khoảng 6 loài
- Calatola - 7 loài
- Dendrobangia - 3 loài
- Emmotum - khoảng 10 loài
- Metteniusa - 7 loài
- Oecopetalum - 3 loài
- Ottoschulzia - 3 loài
- Pittosporopsis
- Platea - 5 loài
- Poraqueiba - 3 loài
- Rhaphiostylis - khoảng 10 loài